# باول رمزي
باول رمزي (بالإنجليزية: Paul Ramsey)‏ (3 سبتمبر 1962 بديري في أيرلندا الشمالية - ) هو لاعب كرة قدم بريطاني في مركز الدفاع، شارك في كأس العالم 1986. وشارك مع منتخب أيرلندا الشمالية لكرة القدم. أما مع النوادي، فقد لعب مع سانت جونستون وكارديف سيتي وكوكولان بالوفيكوت وليستر سيتي ونادي باري تاون يونايتد ونادي توركي يونايتد.

## وصلات خارجية
- باول رمزي على موقع قاعدة بيانات كرة القدم.إي يو (الإنجليزية)
- باول رمزي على موقع ناشيونال فوتبول تيمز (الإنجليزية)
- باول رمزي على موقع Soccerbase.com (لاعب) (الإنجليزية)
- باول رمزي على موقع عالم كرة القدم.نت (الإنجليزية)